# Giulio Cesare Capaccio
Giulio Cesare Capaccio (né vers 1550 à Campagna et mort à Naples le 8 juillet 1634) fut un écrivain, archéologue et antiquaire italien.

## Biographie
Giulio Cesare Capaccio naquit vers 1550 à Campagna, petite ville de la principauté citérieure, au royaume de Naples. Sa famille, quoique peu riche, y était considérée. Son savoir et ses talents le rendirent célèbre. La ville de Naples le choisit pour son secrétaire, place qu’il occupa pendant trente ans. Il fut un de ceux qui contribuèrent à y établir une académie degli oziosi (des oisifs), qui eut alors beaucoup de renommée. François della Rovere, duc d’Urbino, lui confia l’éducation de son fils, et ce fut pendant qu’il exerçait les fonctions de cet emploi qu’il composa la plus grande partie de ses ouvrages. Il mourut à Naples le 8 juillet 1634.

## Œuvres
- Trattato dell’imprese in tre parti diviso, Naples, 1592, in-4°.
- Il Segretario, Venise, 1599, in-4°.
- Il Forastiero, Naples, 1620, in-4°, dialogues divisés en 10 journées, dans lesquels un Napolitain instruit un étranger de ce qu’il y a de plus curieux à Naples : cet ouvrage a reparu avec un nouveau titre en 1630 et 1634, in-4° ; il est cependant rare.
- Mergellina, egloghe pescatorie, Venise, 1598, in-12 : ce sont dix églogues en vers, mêlées de prose, dans le genre de l’Arcadie de Sannazaro.
- Declamazioni in difesa della poesia, recitata nell’accademia degli Oziosi, Naples, 1612, in-4°.
- Annotazioni alla Gerusalemme liberata di Torquato Tasso, pour l’édition de Naples, 1582, in-12.
- Neapolitanæ Historiæ, Naples, 1607, in-4°, t. Ier. Il n’a paru que ce volume. Niccolò Toppi (Biblioteca napolit.), prétend que cet ouvrage, celui qui fit le plus d’honneur à Cappaccio, est de Fabio Giordano ; Lenglet Dufresnoy pense que Giordano l’avait écrit en italien, et que Capaccio l’a mis en latin. Burmann a inséré cette histoire dans le t. 10 des Antiquit. Italiæ.
- Puteolana Historia, cui accessit de balneis libellus, Naples, 1604, in-4°, fig. Toppi assure encore que cet ouvrage est de Fabio Giordano, et que Capaccio n’en est que l’éditeur. Il n’est cependant fait aucune mention de Giordano dans les pièces préliminaires. Le petit traité de Balneis a été inséré par Burmann dans le t. 9 des Antiquitat. Italiæ. Capaccio traduisit l’histoire de Pouzzoles en italien, avec des retranchements, des additions et des changements, et le publia sous ce titre :
- la Vera Antichità di Pozzuolo, Naples, 1607, in-8° ; Rome, 1652, in-8°. Ces trois derniers ouvrages sont assez rares. Tiraboschi met le dernier au nombre de ceux qui participent aux défauts du siècle où ils parurent, époque où, d’un côté, la critique et la science des antiquités n’étaient pas encore perfectionnées comme elles l’ont été depuis, et où, d’un autre côté, l’ambition de paraître savant entrainait souvent les écrivains hors de leur route, pour s’occuper de longues et inutiles digressions.
- Illustrium mulierum et illustrium literis virorum Elogia, Naples, 1608, in-4°.
- Apologhi e Favole in versi volgari, con la giunta delle dicerie morali, Naples, 1602, in-8°. Ces apologues en vers sont faits sur des sujets indiqués par Bernardino Baldi, et qui se trouvent dans le recueil de ses Versi e Prose. Ceux de Capaccio ont surtout le mérite d’un sens juste et d’un style concis. Pierre-Louis Ginguené en a imité deux dans son recueil de Fables nouvelles, Paris, Michaud frères, 1810, 1 vol. grand in-18. Ce sont la 20e et la 36e.